# 陳建斌
陳 建斌（チェン・ジェンビン、簡体字中国語: 陈建斌, 1970年6月27日 - ）は、中華人民共和国の俳優、映画監督。

## 経歴
ウルムチ市出身。1994年に中央戯劇学院演技専攻を学部卒業後、1998年に同学院の修士を卒業した。2003年に主演した『結婚十年』で第24回中国電視劇飛天奨の優秀男優賞と第5回中国金鷹電視芸術節の視聴者に愛されているテレビドラマ男優賞を受賞、2006年には主演した『喬家大院』（日本では放送されていないが、同名小説が出版された）で第6回中国金鷹電視芸術節の視聴者に愛されているテレビドラマ男優賞を受賞した。同年、『喬家大院』で共演していた女優の蔣勤勤と結婚した。
2008年、映画『四川のうた』、2009年には映画『孔子の教え』に出演。2010年の『三国志 Three Kingdoms』では曹操役を演じ、中国のみならず海外からも高い評価を受け、香港第1回亜洲彩虹奨の最優秀男優賞を受賞した。2011年にはソウルドラマアワード最優秀男優賞に輝き、同年の『宮廷の諍い女』では雍正帝役を演じた。
2014年、自ら監督・脚本を手掛けた主演映画『厄病神』で第51回金馬奨最優秀主演男優賞と最優秀新人監督賞を受賞し、同時に映画『軍中楽園』でも第51回金馬奨の最優秀助演男優賞に輝いた。金馬奨で同年に複数の最優秀男優賞を受賞したのは史上初である。
2016年、第53回金馬奨の審査員を務めた。現在は中国電視芸術家協会の演員工作委員会副会長を務める。

## 出演

### 映画
- 四川のうた（2008年）
- 孔子の教え（2009年）
- 軍中楽園（2014年）
- 北京ファミリーへようこそ（2014年） ※2014東京・中国映画週間で上映
- 西湖畔（せいこはん）に生きる（2023年）

### テレビドラマ
- 三国志 Three Kingdoms（2010年）
- 宮廷の諍い女（2012年）
- 大宋伝奇之趙匡胤（2015年、日本未公開）

## 監督

### 映画
- 厄病神（2015年）兼主演 ※2016東京・中国映画週間で上映